# Kaple svaté Rity (Paříž)
Kaple svaté Rity (fr. Chapelle Sainte-Rita) je katolická kaple v 9. obvodu v Paříži, na Boulevardu de Clichy č. 65. Kaple je stavebně propojená s kostelem Nejsvětější Trojice a je zasvěcená italské světici Ritě z Cascie, která žila v 15. století.

## Historie
Kaple byla zřízena v roce 1955 v přízemí obytného domu. Nachází se na polovině cesty mezi kostelem Nejsvětější Trojice a bazilikou Sacré-Cœur na Montmartru. Byla otevřena v roce 1956.